# Conilurus
Genre
Conilurus est un genre de rongeurs localisés en Nouvelle-Guinée, de la sous-famille des Murinés.

## liste des espèces
Ce genre comprend les espèces suivantes  :
- Conilurus albipes (Lichtenstein, 1829) - rat-lièvre à pieds blancs (éteint)
- Conilurus penicillatus (Gould, 1842)